# François Modesto
François Joseph Modesto (ur. 19 sierpnia 1978 w Bastii) – piłkarz francuski grający na pozycji środkowego obrońcy.

## Kariera klubowa
Modesto urodził się na Korsyce, w Bastii. Karierę piłkarską rozpoczął w tamtejszym klubie SC Bastia. W 1997 roku awansował do kadry pierwszej drużyny, aa 20 lutego 1998 roku zadebiutował w Ligue 1 w wygranym 1:0 domowym spotkaniu z AS Monaco. W końca sezonu wystąpił jeszcze w jednym spotkaniu, a w następnym zaliczył 14 spotkań, łącznie dorobek w Bastii zamykając na 16 rozegranych ligowych meczach.
Latem 1999 roku Modesto przeszedł do włoskiego Cagliari Calcio. 30 sierpnia tamtego roku rozegrał swoje pierwsze spotkanie w Serie A, przegrane 1:2 z S.S. Lazio. W 2000 roku Cagliari spadło jednak do Serie B, a Francuz stał się podstawowym zawodnikiem sardyńskiego zespołu. Przez cztery sezony występował na boiskach drugiej ligi Włoch (latem 2003 na krótko trafił do Modeny, jednak po rozegraniu jednego meczu wrócił do Cagliari), a w 2004 roku wywalczył awans do Serie A. W barwach "rossoblu" rozegrał 150 meczów i strzelił 3 bramki.
Latem 2004 roku Modesto wrócił do Francji i na zasadzie wolnego transferu trafił do AS Monaco. W nowym zespole swój debiut zaliczył 7 sierpnia w spotkaniu z AS Saint-Étienne (1:0). Od czasu debiutu stał się członkiem wyjściowej jedenastki Monaco, a następnie tworzył w nim parę środkowych obrońców wraz z Chorwatem Dario Šimiciem.
W 2010 roku Modesto został zawodnikiem Olympiakosu Pireus. W lidze greckiej zadebiutował 28 sierpnia w przegranym 1:2 wyjazdowym meczu z Iraklisem Saloniki.
2 lipca 2013 roku podpisał kontrakt z SC Bastia. W 2016 zakończył w nim swoją karierę.
| Sezon   | Klub             | Kraj    | Rozgrywki     | Mecze | Bramki | Rozgrywki Europy                    | Mecze | Bramki |
| ------- | ---------------- | ------- | ------------- | ----- | ------ | ----------------------------------- | ----- | ------ |
| 1997/98 | SC Bastia        | Francja | Ligue 1       | 2     | 0      | -                                   | -     | -      |
| 1998/99 | SC Bastia        | Francja | Ligue 1       | 14    | 0      | -                                   | -     | -      |
| 1999/00 | Cagliari Calcio  | Włochy  | Serie A       | 28    | 1      | -                                   | -     | -      |
| 2000/01 | Cagliari Calcio  | Włochy  | Serie B       | 30    | 3      | -                                   | -     | -      |
| 2001/02 | Cagliari Calcio  | Włochy  | Serie B       | 35    | 0      | -                                   | -     | -      |
| 2002/03 | Cagliari Calcio  | Włochy  | Serie B       | 19    | 0      | -                                   | -     | -      |
| 2003/04 | Modena FC (wyp.) | Włochy  | Serie A       | 1     | 0      | -                                   | -     | -      |
| 2003/04 | Cagliari Calcio  | Włochy  | Serie B       | 42    | 0      | -                                   | -     | -      |
| 2004/05 | AS Monaco        | Francja | Ligue 1       | 28    | 1      | Liga Mistrzów UEFA                  | 5     | 0      |
| 2005/06 | AS Monaco        | Francja | Ligue 1       | 29    | 2      | Liga Mistrzów UEFA Liga Europy UEFA | 2 7   | 0 0    |
| 2006/07 | AS Monaco        | Francja | Ligue 1       | 25    | 1      | -                                   | -     | -      |
| 2007/08 | AS Monaco        | Francja | Ligue 1       | 27    | 1      | -                                   | -     | -      |
| 2008/09 | AS Monaco        | Francja | Ligue 1       | 31    | 1      | -                                   | -     | -      |
| 2009/10 | AS Monaco        | Francja | Ligue 1       | 24    | 0      | -                                   | -     | -      |
| 2010/11 | Olympiakos SFP   | Grecja  | Alpha Ethniki | 24    | 2      | Liga Europy UEFA                    | 3     | 0      |
| 2011/12 | Olympiakos SFP   | Grecja  | Alpha Ethniki | 25    | 1      | Liga Mistrzów UEFA Liga Europy UEFA | 6 4   | 2 0    |
| 2012/13 | Olympiakos SFP   | Grecja  | Alpha Ethniki | 20    | 1      | Liga Europy UEFA                    | 1     | 0      |
| 2013/14 | SC Bastia        | Francja | Ligue 1       | 34    | 2      | -                                   | -     | -      |
| 2014/15 | SC Bastia        | Francja | Ligue 1       | 29    | 2      | -                                   | -     | -      |
| 2015/16 | SC Bastia        | Francja | Ligue 1       | 29    | 0      | -                                   | -     | -      |